# Адолф Бекерле
Адолф Хайнц Бекерле (на немски: Adolf Heinz Beckerle) е германски политик от Националсоциалистическата германска работническа партия (НСГРП).

## Биография
Адолф Бекерле е роден на 4 февруари 1902 година във Франкфурт на Майн в семейството на пощенски чиновник. През 1927 година завършва икономика във Франкфуртския университет, след което се включва активно в НСГРП и нейното паравоенно формирование „Щурмабтайлунг“. През 1932 година е избран за депутат, от 1933 година ръководи „Щурмабтайлунг“ в Хесен, а от 1934 година е и началник на полицията във Франкфурт. През 1937 година достига най-високото звание в „Щурмабтайлунг“ – обергрупенфюрер. През 1941 година е назначен за посланик на Германия в България и остава на този пост до скъсването на дипломатическите отношения между двете страни на 7 септември 1944 година.
На 18 септември 1944 година Бекерле е задържан в Свиленград, предаден е на съветските войски и е отведен в Москва. След престой в затвора, през 1951 година е изпратен в изправителен трудов лагер. През 1955 година е екстрадиран в Западна Германия, където е освободен и работи като чиновник в Ной Изенбург. През 1966 година е арестуван по обвинения, свързани с ролята му в Холокоста в България, но през 1968 година е освободен без да бъде съден, заради лошото си здраве.
Адолф Бекерле умира на 3 април 1976 година във Франкфурт.